# اشیقر
اشیقر (به عربی: أشیقر) یک روستای کوچک در عربستان سعودی است که در استان ریاض واقع شده‌است.

## اهمیت تاریخی
اشیقر یکی از قدیمترین روستاهای منطقه نجد عربستان و یکی از توقفگاههای اصلی حجاج و زائرانی بود که پیش از این به طور زمینی از ایران، کویت و عراق برای حج و عمره عازم می شدند. 
نام قدیمی این روستا عکل است اما این نام در نهایت به علت مجاورت با کوه اشقر که رنگی قرمز و طلایی دارد به نام کنونی تغییر کرد. اشقر در زبان عربی به معنای بور است.
گفته می شود خاندان آل ثانی حاکمان قطر در اصل برای این منطقه هستند، البته اصلیت خاندان های الحسینی، الشیخ، و البسام نیز به این منطقه باز می گردد. 
اهمیت تاریخی این روستا حفظ ساختمان های گلی آن و مقاومت در برابر فرسایش است و به این علت اشیقر تبدیل به یکی از جاذبه های اصلی منطقه شده است. اخیرا ساکنان این منطقه بسیاری از ساختمان گلی را بازسازی و ترمیم کرده و موزه ای از اجرام مربوط به این روستا برپا کرده اند.